# Coryanthes
Coryanthes är ett släkte av orkidéer. Coryanthes ingår i familjen orkidéer.

## Bildgalleri

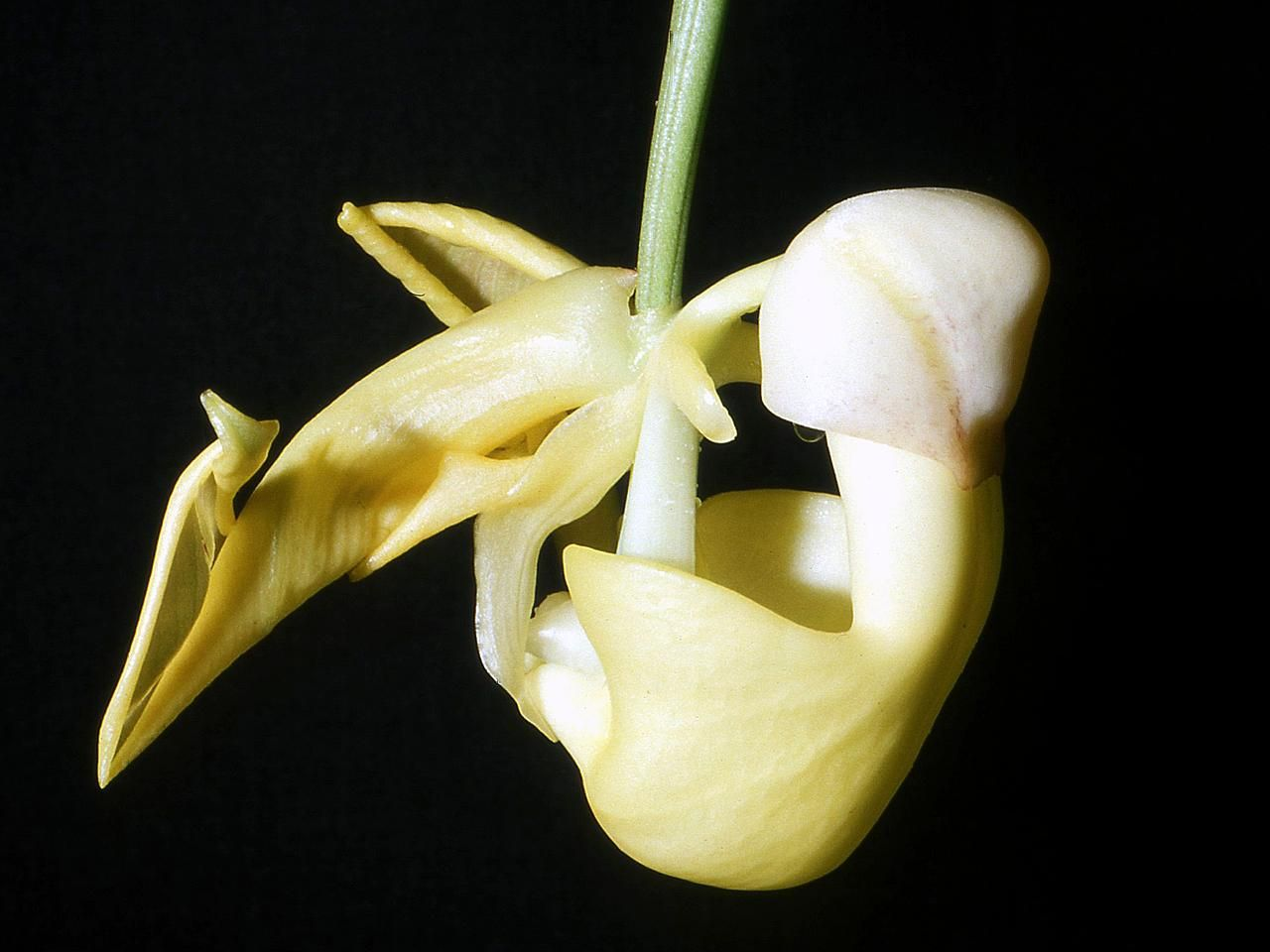
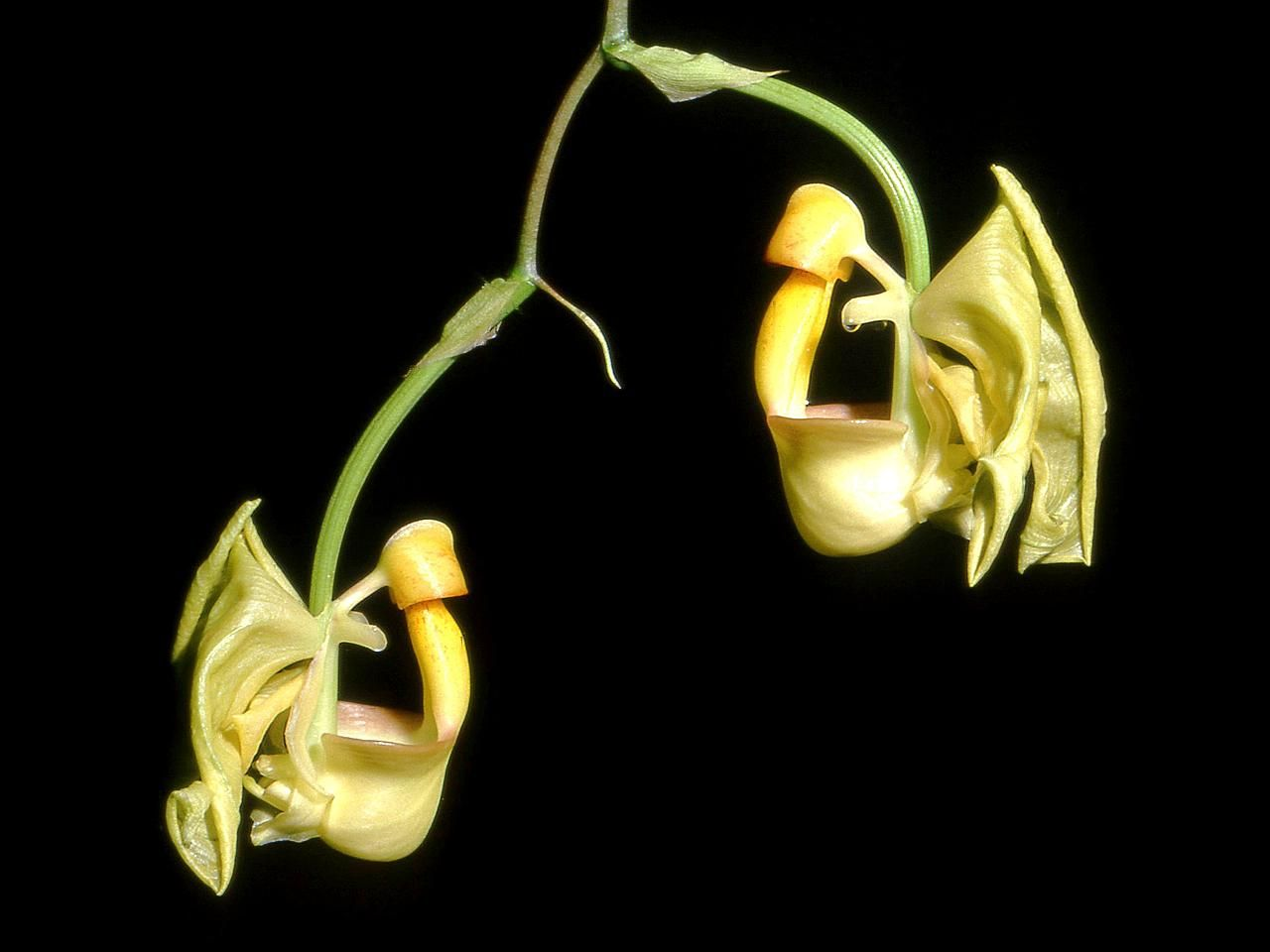
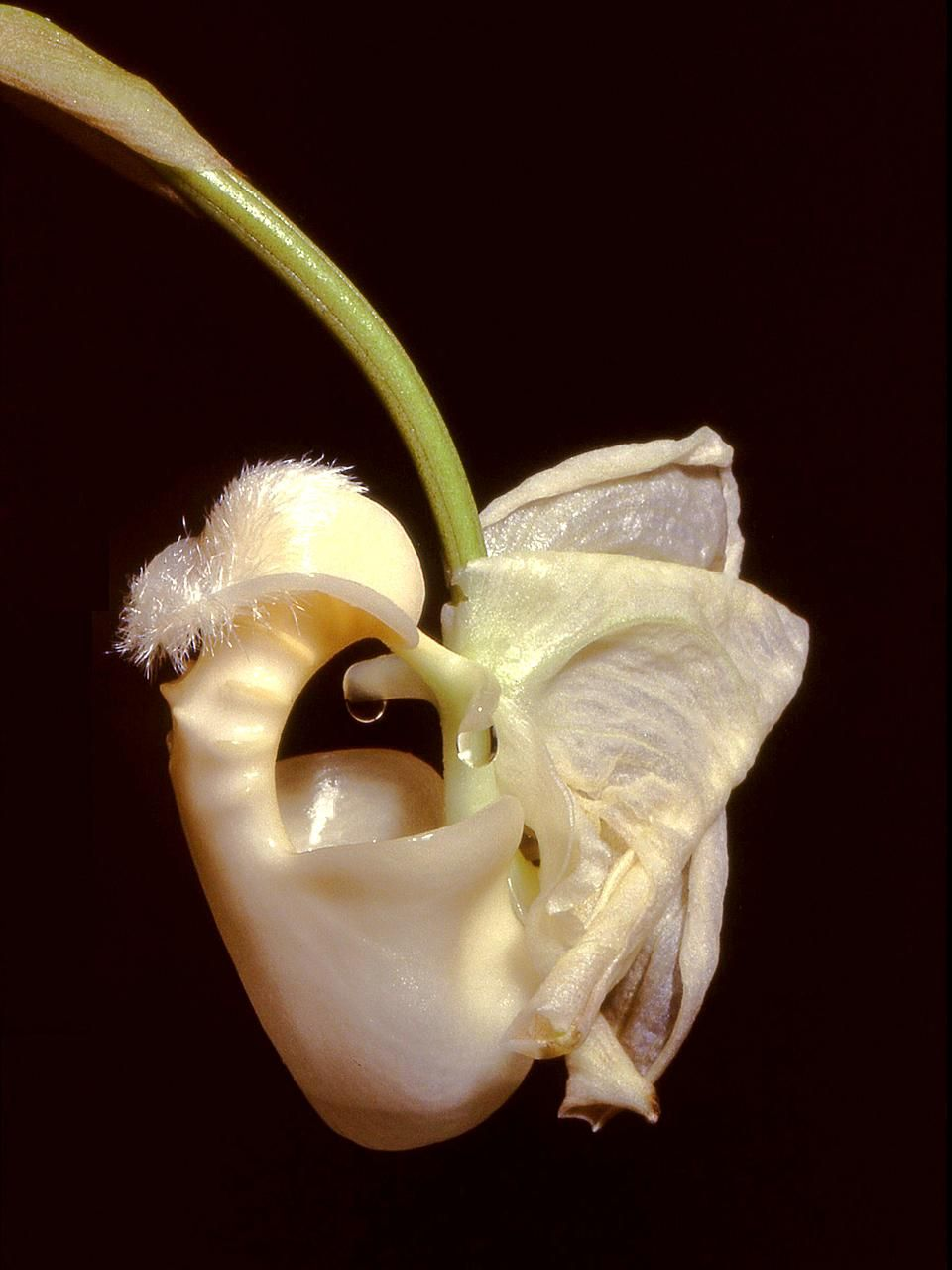
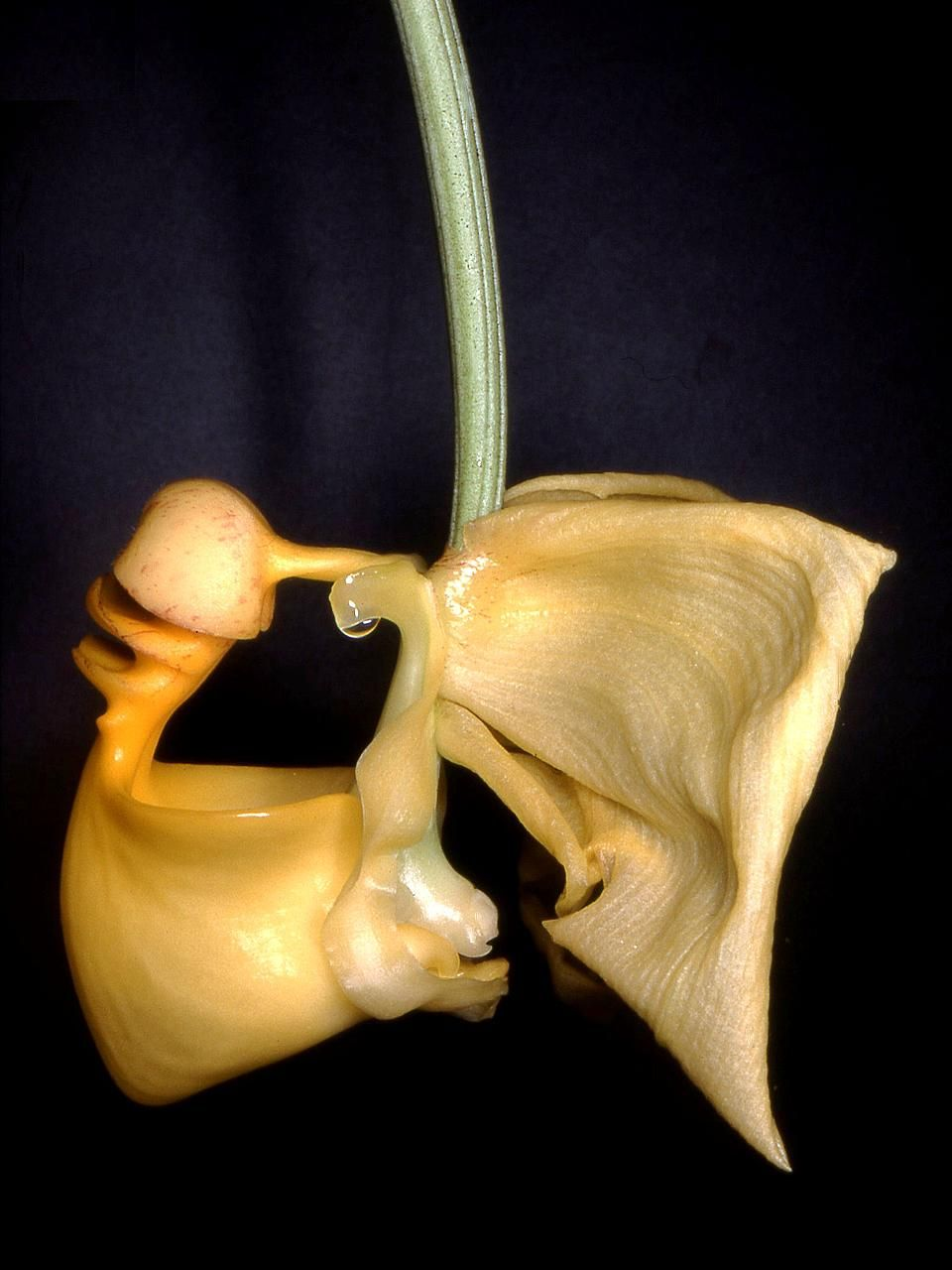
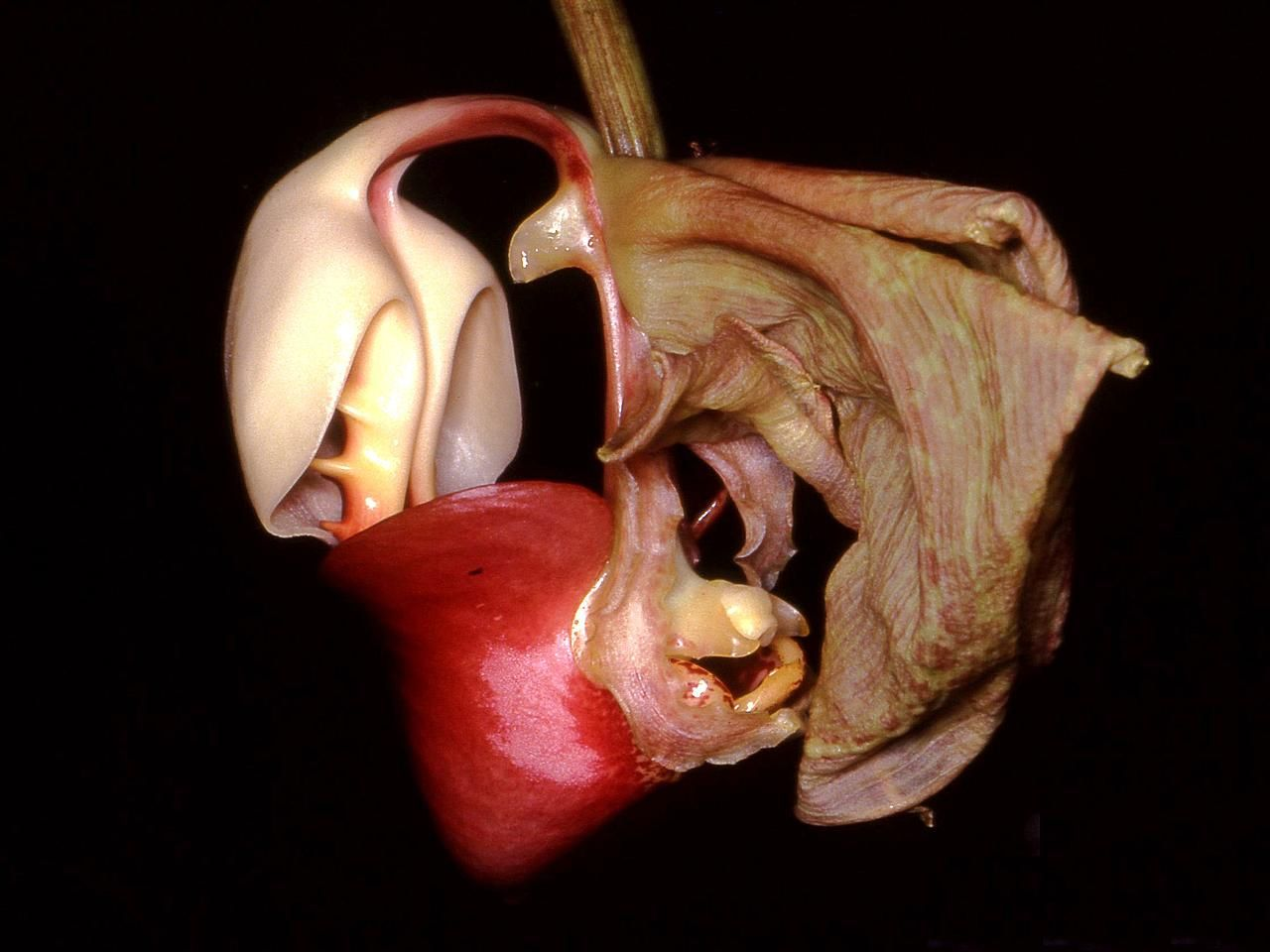
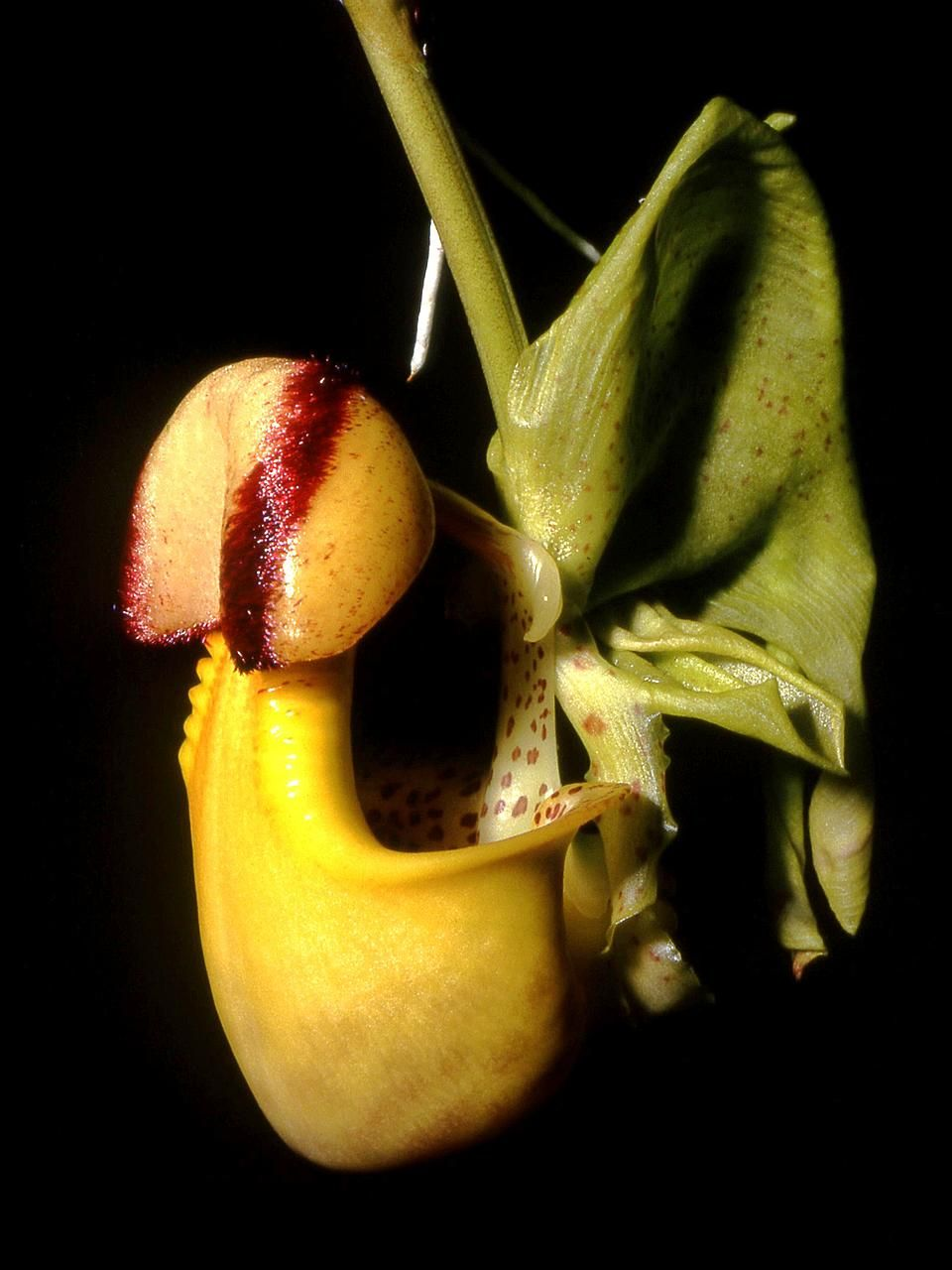

## Dottertaxa tillCoryanthes, i alfabetisk ordning[1]
- Coryanthes albertinae
- Coryanthes alborosea
- Coryanthes angelantha
- Coryanthes bergoldii
- Coryanthes bicalcarata
- Coryanthes boyi
- Coryanthes bruchmuelleri
- Coryanthes cataniapoensis
- Coryanthes cavalcantei
- Coryanthes dasilvae
- Coryanthes elegantium
- Coryanthes elianae
- Coryanthes feildingii
- Coryanthes flava
- Coryanthes gerlachiana
- Coryanthes gernotii
- Coryanthes gomezii
- Coryanthes gustavo-romeroi
- Coryanthes horichiana
- Coryanthes hunteriana
- Coryanthes javieri
- Coryanthes kaiseriana
- Coryanthes lagunae
- Coryanthes leferenziorum
- Coryanthes leucocorys
- Coryanthes macrantha
- Coryanthes macrocorys
- Coryanthes maculata
- Coryanthes maduroana
- Coryanthes mastersiana
- Coryanthes melissae
- Coryanthes minima
- Coryanthes misasii
- Coryanthes miuaensis
- Coryanthes mystax
- Coryanthes oscarii
- Coryanthes pacaraimensis
- Coryanthes panamensis
- Coryanthes pegiae
- Coryanthes picturata
- Coryanthes powellii
- Coryanthes recurvata
- Coryanthes seegeri
- Coryanthes selbyana
- Coryanthes senghasiana
- Coryanthes speciosa
- Coryanthes thivii
- Coryanthes toulemondiana
- Coryanthes tricuspidata
- Coryanthes trifoliata
- Coryanthes vasquezii
- Coryanthes wenzeliana
- Coryanthes verrucolineata
- Coryanthes vieirae
- Coryanthes villegasiana